# 和楽器バンド
和楽器バンド（わがっきバンド）は、日本の8人組ロックバンド。尺八・箏・津軽三味線・和太鼓の和楽器に、ギター・ベース・ドラムの洋楽器を加え、詩吟の師範がボーカルを担当するという編成である。

## 略歴
2013年
3月、ボーカル・鈴華ゆう子の「伝統芸能をよりポップに世界へ広げたい」という思いからの呼びかけで、和風ユニット「華風月」で活動しているメンバーを中心に、新たにメンバーを集めて鈴華ゆう子with和楽器バンドを結成。その後ベースの白神真志朗、三味線の奏-Kanade-が脱退し、【和楽器バンド】六兆年と一夜物語【演奏してみた】の頃から、べに、亜沙が加入する。
2014年
1月、渋谷Club Asiaで初の単独ライブを開催し、この公演をもってバンド名を和楽器バンドへ改名することが発表された。
4月、エイベックスよりVOCALOID楽曲のカバーで構成されたメジャーデビューアルバム『ボカロ三昧』をリリース。
7月、初の海外公演となる『第15回Japan Expo』に出演。
8月、初のオリジナル楽曲「華火」を映像シングルとしてリリース。
2015年
4月、テレビ朝日『ミュージックステーション』で念願の地上波テレビ初出演と生演奏を披露。
9月、2ndアルバム『八奏絵巻』をリリース、和楽器バンドとして初の週間オリコンチャート1位を獲得した。ボーカル・鈴華はこれに際してコメントで、「嬉しいのと同時に信じられない気持ちで一杯です!これをきっかけに和楽器を始めとする日本古来の伝統芸能にもっと多くの人達が興味を持ってくれればと思います。」と喜びを見せている。
2016年
1月、日本武道館にて単独ライブを開催。
8月、『起死回生』が、テレビ東京系のリオデジャネイロオリンピック中継の主題歌に起用される。
2017年
2月、初の東京体育館単独公演を2daysを行う。
2018年
1月、初の横浜アリーナ単独公演を行う。
12月、アルバム「オトノエ」が、第60回輝く！日本レコード大賞の優秀アルバム賞に選出。
2019年
1月、初のさいたまスーパーアリーナ単独公演2daysを行う。
6月、デビュー5年目でエイベックスとの契約が満了、ユニバーサルミュージックとグローバル契約を締結、所属事務所を新規設立し、株式会社イグナイトマネージメント所属となる。
7月1日、 オフィシャルファンクラブ「真・八重流」発足。同月末、ファンクラブ「八重流」のサービスを終了し閉鎖。
9月、移籍発表後初の全国ツアー「和楽器バンドJapan Tour 2019 REACT-新章-」開催。
12月4日、ユニバーサルミュージックから移籍第一弾リリースとしてCONCEPT E.P.「REACT」をリリース。
2020年
2月、「和楽器バンド Premium Symphonic Night Vol.2 ライブ＆オーケストラ〜 in大阪城ホール 2020」開催。スペシャルゲストとしてAmy Lee(EVANESCENCE)が参加。
8月15日〜16日、新型コロナウイルスの影響により公演中止となった「和楽器バンド 大新年会 2020 両国国技館 2days〜天球の架け橋〜」に代わり、「和楽器バンド真夏の大新年会2020 〜天球の架け橋〜」を横浜アリーナにて開催し、新型コロナウイルスによるクラスターの発生も感染も無く無事終わった。
9月18日、アメリカバンドEVANESCENCEのヴォーカル Amy Leeとコラボレーションをし、「Sakura Rising」をリリース。
2024年
1月7日、同年12月31日をもって無期限で活動を休止することを発表。
11月23日、活動休止前ツアー「和楽器バンド Japan Tour 2024 THANKS ～八奏ノ音～」が開始。
12月10日、「和楽器バンド Japan Tour 2024 THANKS ～八奏ノ音～」の最終日。東京・東京ガーデンシアターでラストライブを開催。
12月31日、無期限活動休止。

## メンバー
鈴華ゆう子（すずはな ゆうこ） - Vocal、Keyboards

6月7日生まれ（生年非公開）、茨城県水戸市出身。3歳でピアノ、5歳から詩吟と詩舞を始めている。東京音楽大学ピアノ科卒、詩吟は師範。アーティスト名「鈴華ゆう子」の「華」は、彼女の吟名である「晟華」に由来する。 詩吟の他、シンガーソングライター、ピアノ演奏者としても活動。2011年、ニコニコ動画の祭典にてミスニコ生2011に選ばれる。また同年12月、第47回日本コロムビア全国吟詠コンクール全国大会で優勝。その後メンバーを募って、三人組和風ユニット「華風月」を結成、ヴォーカル(詩吟)とピアノを担当する。さらに、メンバーを集めて拡大する形で「鈴華ゆう子with和楽器バンド」を結成した（バンド名はその後「和楽器バンド」に改称、また「華風月」も並行して活動し続けている）。和楽器バンドのリーダを勤めている。
地元、茨城のいばキラTV「鈴華ゆう子のただいまIBARAKI」にパーソナリティーとして2015年3月まで出演。
2022年8月21日に、2020年3月に箏担当のいぶくろ聖志と結婚していたこと、妊娠中であることを発表した。
2022年9月18日の島根公演の後に体調不良となり、受診した島根の病院の集中治療室へそのまま入院となる。22日、入院したことと24日以降の公演への出演が見送りになったことを発表。10月5日、入院の経緯と東京の病院への転院を報告。
2022年11月24日、第1子女児を出産。25日に夫のいぶくろ聖志が報告した。
いぶくろ聖志（いぶくろ きよし） - 箏
1983年12月1日生まれ、東京都出身。高校在学中に文化庁の派遣により中国で演奏、以後ベトナム、イラン、カタール、クウェート、韓国等、八カ国で海外公演に参加。公演活動の他、編曲集を全音楽譜出版社より刊行。洋楽器とのコラボレーションにも多く取り組むなど、箏の可能性を広げる演奏活動に取り組んでいる。音楽ユニット、「蓮-REN-」、「華風月」のメンバー。名前は本名であり、正しい漢字は「衣袋聖志」である。妻はボーカルの鈴華ゆう子。
神永大輔（かみなが だいすけ） - 尺八

1985年8月17日生まれ、福島県いわき市出身。尺八は18歳から始めた。その後、都山流尺八師範、“耀山”の号を授かる。すでに10カ国以上での海外公演を経験し、音楽コンベンションであるSXSWや、Japan Expo、Japanese Lounge Nightなど著名なイベントへも参加。尺八講師としては大学等の教育機関で講義を担当している。一方、ゲーム音楽を愛し、ゲーム音楽のコンサートシリーズ「Playing Works」では、作曲家植松伸夫らとコラボレーションを果たした。2013年春までは、「Crow×Class〜黒鴉組〜」で「響-hibiki-」として参加し、黒流とともに活動していた。
地元ではいわき芸術文化交流館アリオスのおでかけアリオス登録アーティストとして、市内の小中学校で邦楽器に親しむ機会をもたらしている。「華風月」のリーダー。
蜷川べに（にながわ べに） - 津軽三味線

9月14日生まれ（生年非公開）、京都府出身。4歳より民謡、7 - 8歳より津軽三味線を始めた。過去には津軽三味線の演奏家として活動する一方で、モデル、女優としても活動。その後も津軽三味線奏者として数多くのセッションに参加する中、動画サイトへもソロでアニソン、ボカロ曲の“演奏してみた動画”を投稿し活動してきた。
黒流（くろな） - 和太鼓
1972年5月10日生まれ。3歳より和太鼓にふれ、9歳で東京の和太鼓のプロ集団に入門し伝統的奏法を修行、その後独立した。世界15ヶ国以上で公演、雑誌・TV・舞台等、国内外の様々なシーンで和太鼓奏者として活動。伝統的な「和太鼓」で新しい音楽を生み出す奏者として様々なアーティストとのセッション、レコーディングに参加している。和楽器バンドと並行して、邦楽器のみの編成によるヴィジュアル系ロックバンド「Crow×Class〜黒鴉組〜」でも、「黒流-Kurona-」名でヴォーカル兼和太鼓奏者として活動中。利き手は左手である。
東京都教育委員会主催「東京都高等学校文化祭・郷土芸能部門・中央大会」にて審査員。東京ディズニーランド&シー「ブレイジングリズム」「カウントダウン」「レジェンド・オブ・ミシカ」「ディズニー夏祭り」で和太鼓振付・指導。
町屋（まちや） - Guitar、Vocal、 Chorus
1982年9月13日生まれ、北海道浦河町出身。ギタリストとして、ニコニコ動画の“演奏してみた”「ナイト・オブ・ナイツを弾いてみた」は2019年12月末現在までに170万回以上再生された。ヴィジュアル系出身であり、QUAGHZやSHAKE IT CANDYなどのバンドを経て現在は「m:a.ture」のギター&ヴォーカルとして活動するアーティストである。そのほか元FANATIC◇CRISISの石月努の全国ツアーにギタリストとして参加する等、多方面にて活動中。参加しているセッションによっては、「桜村 眞（おうむら・しん）」名でも活動しており、華風月のレコーディングにも加わっている。和楽器バンドのアルバム『ボカロ三昧』では、「Episode:0」でメインヴォーカル、「脳漿炸裂ガール」でカウンターヴォーカルとコーラス、その他「吉原ラメント」以外の楽曲でコーラスを担当。2015年発売の声優ユニット・イヤホンズのアルバム『MIRACLE MYSTERY TOUR』収録曲『ススメ! 音羽少女隊』（ゲーム『ぐるぐるダンジョン のぶニャが』、『のぶニャがの野望』期間限定BGM）で作曲・編曲を務めるなど、和楽器バンド以外の多方面での活動も行っている。町屋は、公式認定されていたTwitterアカウントを2017年に削除した。いろんな意見が飛び交ったが、ファンクラブブログ内で理由を説明したため、特に大きな問題へ発展はしなかった。別名義で活動している桜村眞のアカウントについては、同時期に消滅した後復活し存在はするが、本人以外が作成したとされ、本人が再度作成したわけではない。インスタ等他のSNSも削除された。また桜村眞はあくまで別名義であり、本名とは異なる。利き手は左手である。矯正し右手で弾けるようにしているが、実際は左手のほうが右手以上の実力が出せる。
亜沙（あさ） - Bass

1987年12月18日生まれ。東京生まれ、埼玉育ちと自己紹介している。演奏時は女性的なメイク、髪型、服装をしているが男性。ボカロPとしても活動しており、2012年7月に投稿したUTAU曲「吉原ラメント」が100万回以上再生され、ニコニコ動画上にて様々なアーティストによって歌われた。小説化もされている。投稿曲はEXIT TUNESからアルバム「吉原ラメント〜唄い手盤〜」「吉原ラメント〜UTAU盤〜」として発売され、同レーベルの祭典「EXIT TUNES ACADEMY」とZEPPツアーにも参加する。和楽器バンドでも、「吉原ラメント」でコーラスを担当。また、最近は亜沙バンドとしても活動。ロア健治率いるVirgil等、過去数々のヴィジュアル系バンドに在籍していた。年齢は当初非公開だったが、2017年「スッキリ！！SUPER LIVEっす！！」のトークで年齢を言ってしまい、公演後多くの参加者がTwitterにて情報を書き込み不特定多数の人に広まった。その後本人も年齢について触れるツイートをしたため、年齢を公開する形になった。
山葵（わさび） - Drums
1988年11月5日生まれ。中国出身。岡山育ち。中国人の父と日中ハーフの母を持つ。ニコニコ動画“演奏してみた”に出演しているドラマー。
ドラムは15歳より始め、ダンスや演劇とのコラボレーションも行い、レコーディングワークも行っている。演奏時は上半身裸で、背中に直接墨書きの文字を描いている。「ササキアキラ」名でも活動（衣装着用時は『ササキアキラ』で、脱衣時は『山葵』になる設定）していたが、Twitterにて、「ササキアキラ」での活動を休止するとの発言があった。2度と服を着ないという意味ではなく、あくまで名義を1つに絞った形。和楽器バンドメンバーで最年少。利き手を用途によって使い分ける両利きである。
2024年8月、大腸がんの手術を受け入院。

## ディスコグラフィ

### EP
| 枚  | 発売日        | タイトル       | 規格品番 | 最高位 |
| --- | ------------- | -------------- | --- | ------ |
| 1st | 2019年12月4日 | REACT          | PDCS-1911(真・八重流盤/CD+グッズ) UMCK-7042(初回限定映像盤/CD+DVD) UMCK-7043(初回限定ライブドキュメンタリーブック盤/CD+ライブドキュメンタリーブック) UMCK-1645(通常盤/CD) | 5位    |
| 2nd | 2021年6月9日  | Starlight E.P. | UMCK-7107(初回限定TOKYO SINGING盤) UMCK-7108(初回限定MARS RED盤) UMCK-1687(CD Only 盤)                                                                                    | 5位    |

### シングル
シングル
| 枚  | 発売日         | タイトル     | 規格品番                                                                                               | 最高位 |
| --- | -------------- | ------------ | --- | ------ |
| 1st | 2017年9月6日   | 雨のち感情論 | AVBD-83913(CD+スマプラ) 通常盤 AVCD-83911/B(CD+DVD+スマプラ) MV盤 AVCD-83912/B(CD+DVD+スマプラ) LIVE盤 | 10位   |
| 2nd | 2018年1月24日  | 雪影ぼうし   | AVCD-83982(CD+スマプラ)通常版 AVCD-83981/B(CD+DVD+スマプラ)MV盤 AVCD-83980/B(CD+DVD+スマプラ) LIVE盤   | 6位    |
| 3rd | 2018年11月14日 | 細雪         | CD ONLY盤 ライブ映像盤 ミュージックビデオ盤                                                            | 7位    |

映像シングル
| 枚  | 発売日        | タイトル             | 規格品番                                                                                                | 最高位 |
| --- | ------------- | -------------------- | --- | ------ |
| 1st | 2014年8月27日 | 華火                 | AVBD-92069(DVD) 通常盤 AVB1-92133(DVD) Amazon限定盤                                                     | 8位    |
| 1st | 2014年8月27日 | 華火                 | AVXD-91693(Blu-ray) 通常盤 AVX1-91699(Blu-ray) Amazon限定盤                                             | 25位   |
| 2nd | 2015年2月25日 | 戦-ikusa-/なでしこ桜 | AVBD-92218(DVD) 通常盤 AVB1-92220(DVD) Amazon限定盤 AVB1-92222(DVD+グッズ) スペシャル盤                 | 14位   |
| 2nd | 2015年2月25日 | 戦-ikusa-/なでしこ桜 | AVXD-92219(Blu-ray) 通常盤 AVX1-92221(Blu-ray) Amazon限定盤 AVX1-92223(Blu-ray+グッズ) スペシャル盤     | 20位   |
| 3rd | 2016年8月17日 | 起死回生             | AVBD-92360(DVD) 通常盤 AVBD-92358/B(DVD+CD) 初回生産限定盤 AVB1-92362(DVD) Amazon専売限定盤             | 4位    |
| 3rd | 2016年8月17日 | 起死回生             | AVXD-92361(Blu-ray) 通常盤 AVXD-92359/B(Blu-ray+CD) 初回生産限定盤 AVX1-92363(Blu-ray) Amazon専売限定盤 | 10位   |

スプリットシングル
| 枚  | 発売日        | タイトル                                                                   | 規格品番                              | 最高位 | 備考                         |
| --- | ------------- | -------------------------------------------------------------------------- | ------------------------------------- | ------ | ---------------------------- |
| 1st | 2016年6月24日 | 「双星の陰陽師」オープニング&エンディングテーマ～Valkyrie-戦乙女-/アイズ～ | AVCD-83581 CD盤 AVCD-83580/B CD+DVD盤 | 26位   | 加治ひとみとのスプリット盤。 |

配信限定シングル
| 枚   | 発売日         | タイトル                         | レーベル        | 収録作                |
| ---- | -------------- | -------------------------------- | --------------- | --------------------- |
| 1st  | 2015年5月25日  | 華振舞                           | avex trax       | 八奏絵巻              |
| 2nd  | 2015年8月17日  | 反撃の刃                         | avex trax       | 八奏絵巻              |
| 3rd  | 2016年1月13日  | Strong Fate                      | avex trax       | 四季彩-shikisai-      |
| 4th  | 2016年4月6日   | Valkyrie-戦乙女-(アニメTVサイズ) | avex trax       |                       |
| 5th  | 2017年1月18日  | オキノタユウ                     | avex trax       | 四季彩-shikisai-      |
| 6th  | 2017年8月16日  | 東風破                           | avex trax       |                       |
| 7th  | 2017年9月29日  | 東風破-Japanese ver.-            | avex trax       | 軌跡 BEST COLLECTION+ |
| 8th  | 2020年8月16日  | Singin' for...                   | UNIVERSAL SIGMA | TOKYO SINGING         |
| 9th  | 2021年2月5日   | 生命のアリア                     | UNIVERSAL SIGMA | Starlight E.P.        |
| 10th | 2021年5月4日   | Starlight                        | UNIVERSAL SIGMA | Starlight E.P.        |
| 11th | 2021年8月6日   | Starlight (KSUKE Remix)          | UNIVERSAL SIGMA |                       |
| 12th | 2021年11月29日 | 名作ジャーニー                   | UNIVERSAL SIGMA |                       |
| 13th | 2022年7月1日   | フォニイ                         | UNIVERSAL SIGMA | ボカロ三昧2           |
| 14th | 2022年7月22日  | エゴロック                       | UNIVERSAL SIGMA | ボカロ三昧2           |

### 映像作品
| 枚  | 発売日         | タイトル                                                              | 規格品番                                                                            | 最高位 |
| --- | -------------- | --------------------------------------------------------------------- | ----------------------------------------------------------------------------------- | ------ |
| 1st | 2014年11月26日 | ボカロ三昧大演奏会                                                    | AVBD-92168〜9(DVD) AVB1-92171〜2/B〜C(DVD+CD) Amazon限定盤                          | 8位    |
| 1st | 2014年11月26日 | ボカロ三昧大演奏会                                                    | AVXD-92170(Blu-ray) AVX1-92173/B〜C(Blu-ray+CD) Amazon限定盤                        | 23位   |
| 2nd | 2016年3月23日  | 和楽器バンド 大新年会2016 日本武道館 -暁ノ宴-                         | AVBD-92311〜2(DVD) AVBD-92308〜9/B〜C(DVD+CD) AVB1-92314〜6(DVD) Amazon限定盤       | 7位    |
| 2nd | 2016年3月23日  | 和楽器バンド 大新年会2016 日本武道館 -暁ノ宴-                         | AVXD-92313(Blu-ray) AVXD-92310/B〜C(Blu-ray+CD) AVX1-92317〜8(Blu-ray) Amazon限定盤 | 11位   |
| 3rd | 2018年8月8日   | 和楽器バンド大新年会2018横浜アリーナ 〜明日への航海〜                 | AVBD-92693/4/B/C AVBD-92697                                                         | 2位    |
| 3rd | 2018年8月8日   | 和楽器バンド大新年会2018横浜アリーナ 〜明日への航海〜                 | AVXD-92695/6/B/C AVXD-92698                                                         | 13位   |
| 4th | 2019年3月20日  | 和楽器バンド 〜大新年会2019さいたまスーパーアリーナ2days ～竜宮ノ扉〜 | AVBD-92789/90/BC AVBD-92793                                                         | 5位    |
| 4th | 2019年3月20日  | 和楽器バンド 〜大新年会2019さいたまスーパーアリーナ2days ～竜宮ノ扉〜 | AVXD-92791/2/B/C AVXD-92794                                                         | 10位   |
| 5th | 2020年12月9日  | 真夏の大新年会 2020 横浜アリーナ 〜天球の架け橋〜                     | UMBK-9309 UMBK-1296                                                                 | 6位    |
| 5th | 2020年12月9日  | 真夏の大新年会 2020 横浜アリーナ 〜天球の架け橋〜                     | UMXK-9025 UMXK-1082                                                                 | 4位    |
| 6th | 2021年6月9日   | 大新年会2021 日本武道館 〜アマノイワト〜                              | UMXK-9030 UMXK-1086                                                                 | TBA    |

### その他
- 序章。（ミニアルバム） 2013年11月17日 - 鈴華ゆう子with和楽器バンドの名義で「THE VOC@LOiD M@STER 27」等で限定頒布[28]。
- 守りたいひと（CDシングル） 2015年4月26日 - イベント会場でのファンクラブ入会申込者を対象に限定配布。
- ボカロ三昧大演奏会 -BEST SELECTION-（ライブアルバム） 2015年8月26日 - レンタル限定。

## タイアップ
| 年     | 曲名             | タイアップ                                                                                              |
| ------ | ---------------- | --- |
| 2014年 | 千本桜           | TBS系バラエティ『ランク王国』エンディングテーマ（2014年2月 - 3月）                                      |
| 2014年 | 天樂             | 「TBS系バラエティ『ランク王国』エンディングテーマ（2014年4月 - 5月）                                    |
| 2015年 | 戦-ikusa-        | テレビアニメ『戦国無双』オープニングテーマ（2015年1月 - 3月） ゲーム『戦国無双4-II』主題歌（2015年2月） |
| 2015年 | なでしこ桜       | テレビアニメ『戦国無双』エンディングテーマ（2015年1月 - 3月）                                           |
| 2015年 | 反撃の刃         | dTVオリジナルドラマ『進撃の巨人 ATTACK ON TITAN 反撃の狼煙』主題歌（2015年8月）                         |
| 2016年 | Strong Fate      | 映画『残穢 -住んではいけない部屋-』主題歌（2016年1月）                                                  |
| 2016年 | Valkyrie-戦乙女- | テレビアニメ『双星の陰陽師』オープニングテーマ（2016年4月 - 7月）                                       |
| 2016年 | 起死回生         | テレビ東京系 リオ五輪 中継テーマソング（2016年8月）                                                     |
| 2016年 | ミ・ラ・イ       | テレビ東京系リオ五輪中継応援ソング（2016年8月）                                                         |
| 2017年 | オキノタユウ     | TBS系音楽番組『CDTV』オープニングテーマ（2017年2月）                                                    |
| 2017年 | 蛍火             | テレビアニメ『双星の陰陽師』エンディングテーマ（2017年2月 - 3月）                                       |
| 2017年 | Howling          | テレビ東京系『スノーボード&フリースタイルスキー世界選手権2017スペイン』テーマソング（2017年3月）        |
| 2018年 | 細雪             | 映画『恋のしずく』主題歌 テレビアニメ『京都寺町三条のホームズ』テーマソング                             |
| 2018年 | 天上ノ彼方       | 歌舞伎 『NARUTO-ナルト-』テーマソング（2018年8月～新橋演舞場）                                          |
| 2018年 | 光の中で         | 歌舞伎 『NARUTO-ナルト-』エンディングテーマ （2018年8月～新橋演舞場）                                   |
| 2018年 | 風立ちぬ         | テレビアニメ『陰陽師・平安物語』テーマソング                                                            |
| 2020年 | 月下美人         | NHK総合、NHK Eテレ「みんなのうた」(2020年10月・11月）                                                   |
| 2021年 | 生命のアリア     | テレビアニメ『MARS RED』オープニングテーマ                                                              |
| 2021年 | Starlight        | テレビドラマ『イチケイのカラス』主題歌（2021年4月 - ）                                                  |
| 2021年 | 名作ジャーニー   | NHK Eテレ『あはれ!名作くん』主題歌                                                                      |
| 2023年 | The Beast        | Netflix配信アニメ『範馬刃牙』第2期「外伝ピクル＋野人戦争編」オープニングテーマ（2023年7月 - ）          |

## 出演
※グループの出演、および記事のないメンバー個人のみ記載。記事があるメンバー個人の出演については、各メンバーの項目を参照。

### テレビ番組
- SASUKE（TBS） - 山葵のみ

### CM
- KIRIN メッツ（2015年）[29]
- IDOMガリバー新春初売り（2017年 - 2018年）
- 住宅情報館迎春・花になれ！編（2017年 - 2018年）

## 受賞歴
- 2015年
  - 第29回日本ゴールドディスク大賞 ベスト5ニュー・アーティスト（邦楽）[30]
  - 第57回日本レコード大賞 企画賞 - アルバム『八奏絵巻』[31]
- 2018年
  - 第60回日本レコード大賞 優秀アルバム賞 - アルバム『オトノエ』

## 主なライブ公演
| 公演リスト（2013-16年） | 公演リスト（2013-16年）                                      | 公演リスト（2013-16年）                                  | 公演リスト（2013-16年）                                                             |
| 年月日                  | イベント名称                                                 | 会場                                                     | 備考                                                                                |
| ----------------------- | ------------------------------------------------------------ | -------------------------------------------------------- | ----------------------------------------------------------------------------------- |
| 2013年8月17日           | ニコニコミュージックマスター2〜歌と演奏の祭典〜              | ディファ有明 （有明）                                    | 現メンバー全員揃っての初ライブ （当初のバンド名称は「鈴華ゆう子with和楽器バンド」） |
| 2013年10月23日          | 東京国際ミュージックマーケット（TIMM）                       | Zepp Diver City TOKYO （青海）                           |                                                                                     |
| 2014年1月31日           | 和楽器バンド 大新年会 2014 〜和楽器×バンド合戦〜             | Club Asia （渋谷）                                       | 初のワンマンライブ                                                                  |
| 2014年5月14日           | 「ボカロ三昧」リリース記念スペシャルライブ                   | CUTUP STUDIO （渋谷）                                    | インストアライブ                                                                    |
| 2014年7月5日            | Japan Expo 2014                                              | Parc des expositions de Paris-Nord Villepinte （パリ）   | [ 36 ]                                                                              |
| 2014年7月27日           | ワンマンライブ「ボカロ三昧 大演奏会」                        | shibuya duo MUSIC EXCHANGE （渋谷）                      | [ 37 ]                                                                              |
| 2014年7月29日           | お台場新大陸 2014 めざましライブ                             | 新大陸 Great Summer スタジアム                           | [ 38 ]                                                                              |
| 2014年8月27日           | ボカロ三昧 大演奏会 "PREMIUM ENCORE"                         | 赤坂BLITZ （赤坂）                                       | [ 39 ]                                                                              |
| 2014年8月29日           | a-nation stadium fes.                                        | 味の素スタジアム （調布）                                | オープニングアクト                                                                  |
| 2014年10月18日          | a-nation singapore Premium Showcase                          | MASTERCARD THEATRES AT MARINA BAY SANDS （シンガポール） | [ 41 ]                                                                              |
| 2015年1月7日            | 和楽器バンド 大新年会 2015                                   | 渋谷公会堂 （渋谷）                                      | [ 42 ]                                                                              |
| 2015年2月15日           | Coming Next 2015                                             | NHKホール （渋谷）                                       | [ 43 ]                                                                              |
| 2015年3月4日            | 和楽器バンド 単独公演〜真に無双〜                            | OSAKA BIGCAT （大阪）                                    | 初の名阪ワンマンライブ                                                              |
| 2015年3月5日            | 和楽器バンド 単独公演〜真に無双〜                            | ボトムライン （名古屋）                                  | 初の名阪ワンマンライブ                                                              |
| 2015年5月9日            | 和楽器バンド 台北大演唱会                                    | ATT Show Box （台北）                                    | 初の海外単独公演                                                                    |
| 2015年5月10日           | 和楽器バンド 台北大演唱会 〜PREMIUM ENCORE〜                 | ATT Show Box （台北）                                    | 初の海外単独公演                                                                    |
| 2015年5月23日           | TOKYO METROPOLITAN ROCK FESTIVAL 2015                        | 若洲公園 （新木場）                                      | [ 44 ]                                                                              |
| 2015年7月4日            | Anime Expo 2015                                              | マイクロソフトシアター・クラブノキア （ロサンゼルス）    | [ 45 ]                                                                              |
| 2015年9月12日           | 和楽器バンド 1st JAPAN Tour 2015                             | CLUB CITTA' （川崎）                                     | 初の全国ツアー                                                                      |
| 2015年9月13日           | 和楽器バンド 1st JAPAN Tour 2015                             | NIIGATA LOTS （新潟）                                    | 初の全国ツアー                                                                      |
| 2015年9月20日           | 和楽器バンド 1st JAPAN Tour 2015                             | PENNY LANE 24 （札幌）                                   | 初の全国ツアー                                                                      |
| 2015年9月22日           | 和楽器バンド 1st JAPAN Tour 2015                             | Rensa （仙台）                                           | 初の全国ツアー                                                                      |
| 2015年9月23日           | 和楽器バンド 1st JAPAN Tour 2015                             | HIP SHOT JAPAN （郡山）                                  | 初の全国ツアー                                                                      |
| 2015年9月26日           | 和楽器バンド 1st JAPAN Tour 2015                             | イムズホール （福岡）                                    | 初の全国ツアー                                                                      |
| 2015年9月27日           | 和楽器バンド 1st JAPAN Tour 2015                             | BLUE LIVE （広島）                                       | 初の全国ツアー                                                                      |
| 2015年10月2日           | 和楽器バンド 1st JAPAN Tour 2015                             | DIAMOND HALL （名古屋）                                  | 初の全国ツアー                                                                      |
| 2015年10月3日           | 和楽器バンド 1st JAPAN Tour 2015                             | 堂島リバーフォーラム （大阪）                            | 初の全国ツアー                                                                      |
| 2015年10月11日          | 和楽器バンド 1st JAPAN Tour 2015                             | 日比谷野外音楽堂・大音楽堂 （千代田）                    | 初の全国ツアー                                                                      |
| 2015年11月7日           | 和楽器バンド 台北繪卷                                        | ATT Show Box （台北）                                    |                                                                                     |
| 2015年11月8日           | 和楽器バンド 台北繪卷 Premium Encore                         | ATT Show Box （台北）                                    |                                                                                     |
| 2016年1月6日            | 和楽器バンド 大新年会 2016 日本武道館 暁ノ宴                 | 日本武道館 （千代田）                                    |                                                                                     |
| 2016年3月14日           | WagakkiBand LIVE in N.Y. -AKATSUKI-                          | IRVING PLAZA （ニューヨーク）                            |                                                                                     |
| 2016年3月18日           | SXSW Showcase by Live Nation                                 | The Des Moines Embassy （オースティン）                  |                                                                                     |
| 2016年3月27日           | LIVE SDD 2016                                                | 大阪城ホール （大阪）                                    |                                                                                     |
| 2016年4月23日           | 和楽器バンド JAPAN TOUR 2016 絢爛和奏演舞会                  | Zepp Nagoya （名古屋）                                   |                                                                                     |
| 2016年4月24日           | 和楽器バンド JAPAN TOUR 2016 絢爛和奏演舞会                  | Zepp Namba （大阪）                                      |                                                                                     |
| 2016年4月29日           | 和楽器バンド JAPAN TOUR 2016 絢爛和奏演舞会                  | Zepp Fukuoka （福岡）                                    |                                                                                     |
| 2016年4月30日           | 和楽器バンド JAPAN TOUR 2016 絢爛和奏演舞会                  | Zepp Sapporo （札幌）                                    |                                                                                     |
| 2016年5月8日            | 和楽器バンド JAPAN TOUR 2016 絢爛和奏演舞会                  | NIIGATA LOTS （新潟）                                    |                                                                                     |
| 2016年5月12日           | 和楽器バンド JAPAN TOUR 2016 絢爛和奏演舞会                  | Zepp Divercity Tokyo （東京）                            |                                                                                     |
| 2016年5月13日           | 和楽器バンド JAPAN TOUR 2016 絢爛和奏演舞会                  | Zepp Divercity Tokyo （東京）                            |                                                                                     |
| 2016年5月21日           | 和楽器バンド JAPAN TOUR 2016 絢爛和奏演舞会                  | 仙台PIT （仙台）                                         |                                                                                     |
| 2016年5月28日           | 和楽器バンド JAPAN TOUR 2016 絢爛和奏演舞会                  | festhalle （高松）                                       |                                                                                     |
| 2016年6月25日           | JTB presents 日光東照宮御鎮座四百年記念 和楽器バンド単独公演 | 日光東照宮五重塔前特設会場 （日光）                      |                                                                                     |
| 2016年6月26日           | JTB presents 日光東照宮御鎮座四百年記念 和楽器バンド単独公演 | 日光東照宮五重塔前特設会場 （日光）                      |                                                                                     |
| 2016年7月12日           | WagakkiBand 1st US Tour 衝撃–DEEP IMPACT                     | Club Bahia （ロサンゼルス）                              |                                                                                     |
| 2016年7月14日           | WagakkiBand 1st US Tour 衝撃–DEEP IMPACT                     | House Of Blues （サンディエゴ）                          |                                                                                     |
| 2016年7月16日           | WagakkiBand 1st US Tour 衝撃–DEEP IMPACT                     | The Fillmore （サンフランシスコ）                        |                                                                                     |
| 2016年7月23日           | NUMBER SHOT 2016                                             | 海の中道海浜公園野外劇場 （福岡）                        |                                                                                     |
| 2016年8月13日           | RISING SUN ROCK FESTIVAL 2016 in EZO                         | 石狩湾新港樽川ふ頭横野外特設ステージ （小樽）            |                                                                                     |
| 2016年8月20日           | SUMMER SONIC 2016                                            | QVCマリンフィールド&幕張メッセ （千葉）                  |                                                                                     |
| 2016年8月27日           | a-nation stadium fes. powered by dTV                         | 味の素スタジアム （調布）                                |                                                                                     |
| 2016年10月30日          | HALLOWEEN PARTY 2016                                         | 幕張メッセ国際展示場9-11ホール （千葉）                  |                                                                                     |

## その他
- デビュー前に各動画サイトで、VOCALOID楽曲をカバーしたミュージックビデオが数百万再生され[4][6]、YouTubeにアップロードされた「千本桜」の再生数は2019年時点で約1億回を超えている[47][48][49]。
- 公式ファンクラブは「8人の音を重ねて生まれる"和楽器バンド"の流派を意味」する八重流（やえりゅう）[50]。ファンクラブ組織を流派の一門になぞらえて、「入門」（＝入会）、「門下生」（＝会員）といった用語が使われることがある。
- 2019年7月1日、新公式ファンクラブ「真・八重流」（しん・やえりゅう）を設立。年会費型ファンクラブ「真・八重流 PREMIUM」は、「モノ(形に残る物)」「コト(体験)」に重点をおいたサービスの提供を、8月に発足予定の月額会費制ファンクラブ「真・八重流 LITE」は、WEB上でのデジタルコンテンツに重点をおいたサービスを提供する[51]。